# Claire van der Boom
 (septembre 2021).
Si vous disposez d'ouvrages ou d'articles de référence ou si vous connaissez des sites web de qualité traitant du thème abordé ici, merci de compléter l'article en donnant les références utiles à sa vérifiabilité et en les liant à la section « Notes et références ».
Pour les articles homonymes, voir van der Boom.
Claire van der Boom, née le 21 novembre 1983 à Broome, est une actrice australienne.

## Biographie
Claire est née en Australie dans une famille aux origines néerlandaises, elle est diplômée de l'Institut national d'art dramatique (Australie) de Sydney.
Elle joue le rôle de Rachel Edwards dans la série Hawaii 5-0. Elle a également joué dans The Pacific (2010) et Red Hill (2010).
Son rôle dans Sisters of War (2010) lui vaut un Logie Award.

En 2015, elle a été en couple avec l'acteur Drew Fuller. Le 17 juin 2021, elle a donné naissance à une petite fille prénommée Poppy Johanna.

## Filmographie

### Cinéma
- 2008 : The Square de Nash Edgerton
- 2010 : Red Hill de Patrick Hughes
- 2014 : 5 Flights Up de Richard Loncraine
- 2015 : Chronic de Michel Franco
- 2022 : Blacklight de Mark Williams

### Télévision
- 2008 : Rush : Grace
- 2010 : The Pacific : Stella
- 2010- : Hawaii 5-0 : Rachel Edwards
- 2014 : Constantine : Anne Marie
- 2016 : Game of Silence : Marina Nagle (saison 1)